# جان سینکلر

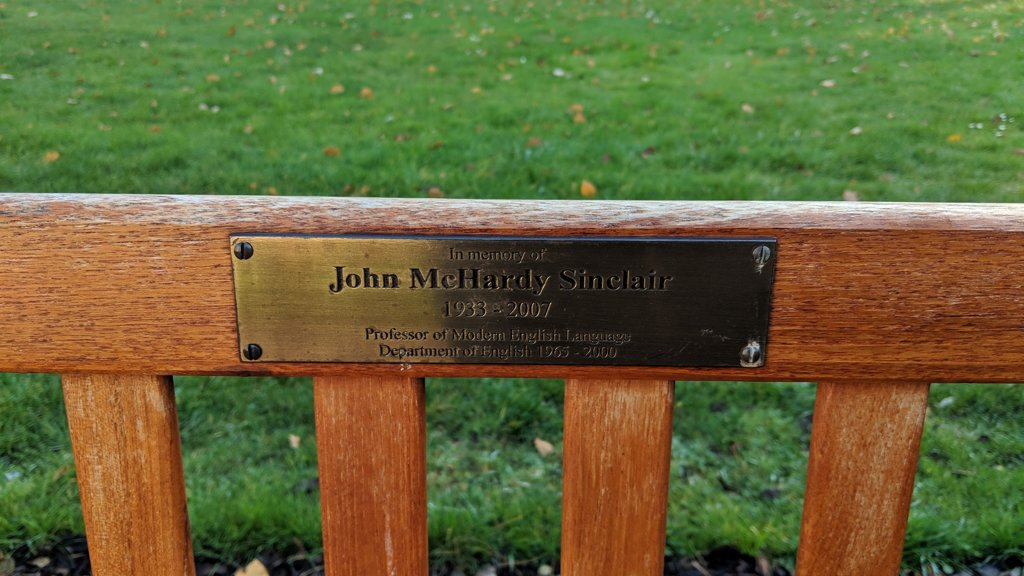
از پیشگامان پژوهش‌های مربوط به زبان‌شناسی پیکره‌ای، تحلیل گفتمان، فرهنگ‌نویسی و آموزش زبان بود.

جان مک‌هاردی سینْکْلِر (به انگلیسی: John McHardy Sinclair) (زادهٔ ۱۴ ژوئن ۱۹۳۳ – درگذشتهٔ ۱۳ مارس ۲۰۰۷) زبان‌شناس و استاد زبان انگلیسی نو در دانشگاه بیرمنگام از ۱۹۶۵ تا ۲۰۰۰ بود. او از پیشگامان پژوهش‌های مربوط به زبان‌شناسی پیکره‌ای، تحلیل گفتمان، فرهنگ‌نویسی و آموزش زبان بود.
سینکلر از نسل اولِ زبان‌شناسان پیکره‌ای به‌شمار می‌رود. او بنیان‌گذار «پایگاه دادگانِ بین‌المللیِ کالینز ـ دانشگاه بیرمنگام» معروف به «پروژهٔ کوبیلد» (به انگلیسی: COBUILD: Collins Birmingham University International Language Database) بود. هدفِ این پروژه ساختِ پایگاه دادگان پیکره‌بنیادِ واژگان خارجی برای زبان‌آموزان زبان انگلیسی است. او مشاور ارشدِ فرهنگ زبان انگلیسیِ کالینز بود. ویرایش نخست این فرهنگ در سال ۱۹۸۷ منتشر شد.
خواهر او، بِریل تی. (سو) اَتْکینز (به انگلیسی: Beryl T. (Sue) Atkins)، از فرهنگ‌نویسان معروف جهان است.

## آثار
برخی از آثار معروف او عبارت‌اند از:
- به‌سوی تحلیل گفتمان (به انگلیسی: Towards the Analysis of Discourse)، با ملکوم کولتارد، ۱۹۷۵.
- پیکره، فرهنگ بسامدی، باهمایی (به انگلیسی: Corpus, Concordance, Collocation)، دانشگاه آکسفورد، ۱۹۹۱.
- مطالعهٔ واژه‌نامه‌های بسامدی (به انگلیسی: Reading Concordances)، ۲۰۰۳.
- به متن اعتماد کنید (به انگلیسی: Trust the Text)، ۲۰۰۴.
- واحد خطیِ دستور زبان (به انگلیسی: Linear Unit Grammar)، با آنا مورانن، ۲۰۰۶.